# Stueningeria pinratanai
Stueningeria pinratanai is een vlinder uit de familie van de Metarbelidae. De wetenschappelijke naam van de soort is voor het eerst gepubliceerd in 2021 door Roman Yakovlev en Vadim Zolotuhin.
De lengte van de voorvleugel bedraagt bij het mannetje 12-13,5 millimeter en bij het vrouwtje 14,5 millimeter.
De soort komt voor in Thailand (Chiang Mai).